# ريد أدير
ريد أدير (بالإنجليزية: Red Adair)‏ هو رجل إطفاء أمريكي، ولد في 18 يونيو 1915 في هيوستن في الولايات المتحدة، وتوفي بنفس المكان في 31 أغسطس 2004.
اكتسب اهتمامًا عالميًا في عام 1962 عندما كافح حريقًا في حقل الغاز قاسي الطويل في الصحراء الجزائرية الملقب بولاعة الشيطان، وهو عمود من اللهب يبلغ طوله 140 مترًا اشتعل من الساعة 12:00 ظهرًا في 13 نوفمبر 1961. حتى الساعة 9:30 صباحًا يوم 28 أبريل 1962.
في سن 75، شارك أدير في إطفاء حرائق آبار النفط في الكويت التي أشعلتها القوات العراقية المنسحبة بعد حرب الخليج عام 1991.

## وصلات خارجية
- ريد أدير على موقع IMDb (الإنجليزية)
- ريد أدير على موقع مونزينجر (الألمانية)
- ريد أدير على موقع إن إن دي بي (الإنجليزية)